# Józef Czachorowski
Józef Czachorowski (ur. 18 marca 1736 w Galeminko - zm. 2 lutego 1772 w Dereszewiczach nad Prypecią) – marszałek wyszogrodzki w konfederacji barskiej, z mało znanej rodziny szlacheckiej, zapewne herbu Rogala, która w r. 1733 dała Leszczyńskiemu pięciu wyborców z ziemi dobrzyńskiej i woj. płockiego. Wojaczkę rozpoczął pod koniec roku 1767; jeżeli od początku służył przy Sawie Calińskim, to jego regimentarzem mógł zostać najwcześniej w lipcu 1770 po Dobrowolskim, ale odbył zapewne cała forsowną kampanię od Szreńska (18 lutego 1770) i Płońska, poprzez Mławę, Wysokie (listopad), aż do klęsk pod Rachowem (1 marca 1771) i znów pod Szreńskiem (16 kwietnia). Po śmierci Sawy (maj 1771) wybrany został marszałkiem, nie zdołał odnowić jego dywizji do dawnej liczby; nie przyjął nad sobą dowództwa ani Mikorskiego, marszałka gostyńskiego, ani Lasockiego, regimentarza ciechanowskiego, ani nawet Pułaskiego, którego Generalność mianowała naczelnym konfederatem dywizji mazowieckich. Kiedy Pułaski żądał odeń poparcia imprezy Strawińskiego, tj. zamachu na króla, Czachorowski uchylił się i pojechał do Generalności. Po zamachu uznał nad sobą zwierzchność Zaremby, ale nie naśladował go w unikaniu bitew: zimą r. 1771 udał się z Onufrym Bęklewskim na Litwę i 2 lutego 1772 w bitwie (czy też po bitwie) pod Doroszewiczami nad Prypecia zginął. Czy zostawił rodzinę – nie wiadomo; w roku 1777 siedmiu Czachorowskich uczestniczyło w sejmiku województwa płockiego, w r. 1788 trzech w sejmiku wyszogrodzkim.
Urodził się prawdopodobnie w parafii Baboszewo, w rodzinie Czachorowskich wywodzących się Czachorowa mazowieckiego. Zmarł w 1772 na polu walki na Litwie. Matka – Rozalia ze Starczewskich córka Franciszka i Zofii z Ostrzykowskich. Ojciec – Stanisław Czachorowski, zmał w 1755 r.
Rodzeństwo:
- Ignacy Czachorowski (zm. 1780), dziedzic części szlacheckiej Zbyszyno-Otrokowe
- Alexander Czachorowski (zm. 1787), dziedzic części szlacheckiej Zbyszyno-Otrokowe
- Rozalia Czachorowska (ur. 3 sierpnia 1767) dziedzic części szlacheckiej Zbyszyno-Otrokowe

Żona – Katarzyna Rościszewska córka Ignacego Rościszewskiego, cześnika dobrzyńskiego.